# Трахтемирівський півострів
Трахтемирівський півострів — ділянка суходолу в середній течії Дніпра, яка із трьох сторін омивається водами Канівського водосховища. З точки зору географії - ця територія умовно може вважатися півостровом (географи допускають можливість вживання поняття "півострів" до частини суходолу, що із трьох частин оточена річкою), хоча сама назва "Трахтемирівський півострів" - більше історична та туристична. Розташований в межах Миронівського району Київської та Канівського району Черкаської областей. Має природне, історичне та туристичне значення. На території півострова розташований Регіональний ландшафтний парк «Трахтемирів».

## Географія

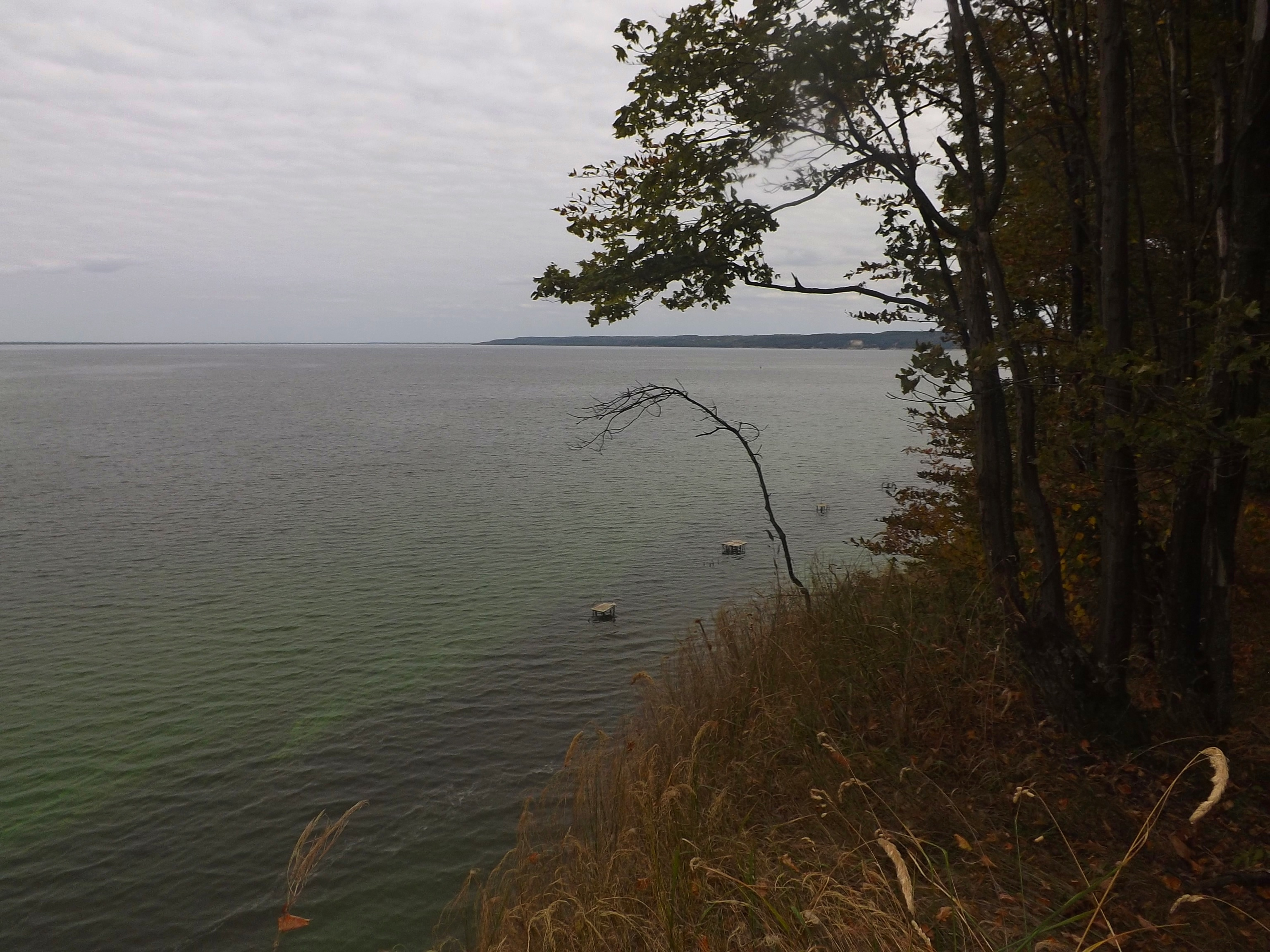
Вид на Дніпро і Трахтемирівський півострів із заходу (біля с.Балико-Щучинка)

Територія Трахтемирівського півострова знаходиться на Придніпровській височині та є хвилясто-пасмовою рівниною, розчленовану ярами та балками. Геологічно територія півострову утворює Трахтемирівсько-Бучацький масив Канівських гір. Найвища точка півострову розташована неподалік села Григорівка (242 метри над рівнем моря).

## Флора і фауна
Значна частина Трахтемирівського півострова є одним з останніх малонаселених острівців у майже повністю освоєному господарюванням середній Наддніпрянщині. Сильний вплив на рослинний і тваринний світ півострову справило будівництво в 1970-х роках Канівського водосховища. Вздовж правого берега простягалися заплавні діброви, які були повністю вирубані і затоплені.

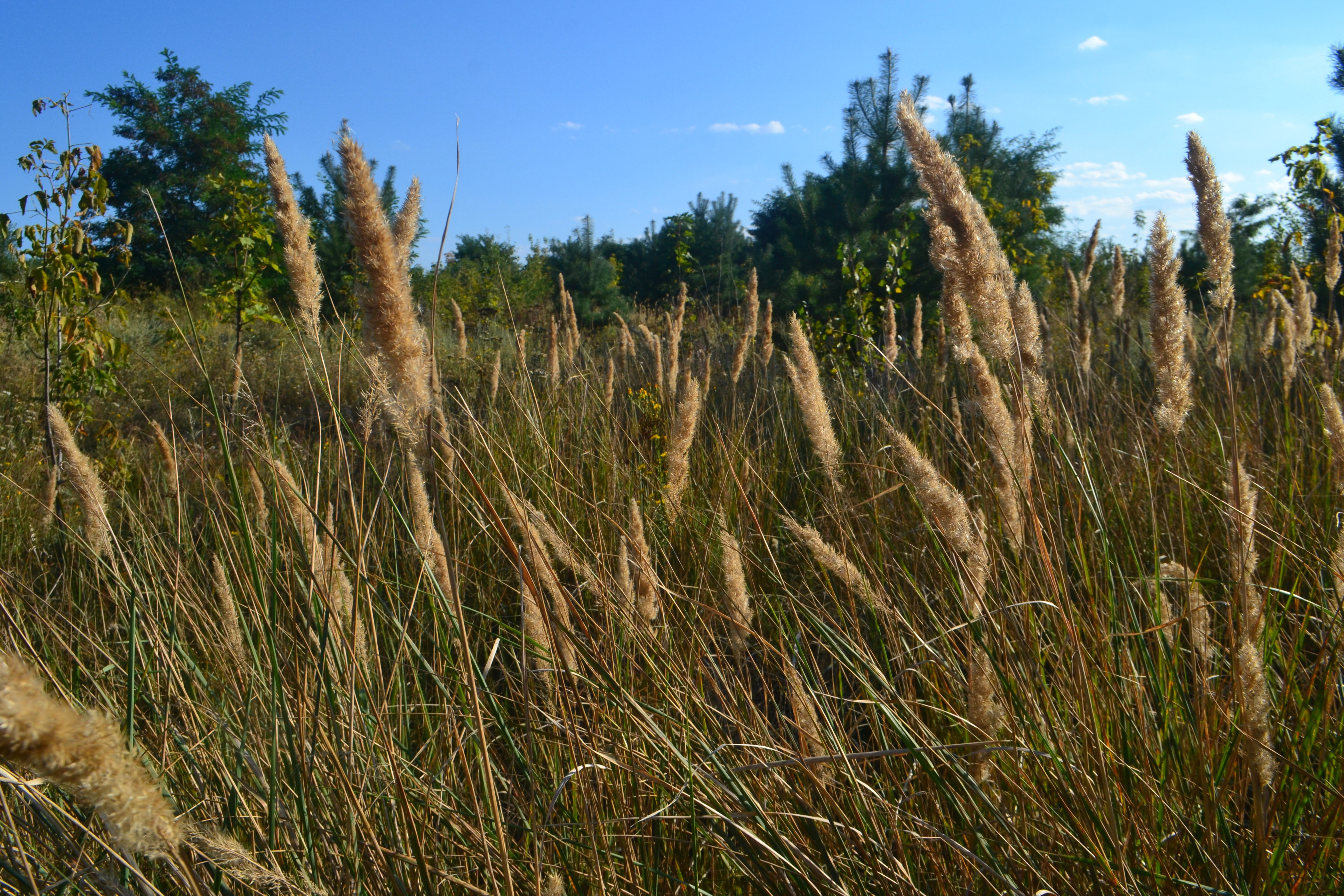
Рослинний покрив на території Трахтемирівського півострова

Наразі, в рослинному покриві РЛП «Трахтемирів» представлені як природні типи рослинності, так і рослинні комплекси антропогенного походження. До перших належать невеликі масиви грабових лісів, фрагменти лучних степів, рослинності болотистих лук, прибережно-водної та суто-водної рослинності. До другої — штучні насадження сосни та листяних порід (головним чином робінії), зарослі рудеральною рослинністю території колишніх сіл та полів.
Флора півострову за попередніми даними налічує понад 900 видів вищих рослин. У парку зареєстровано червонокнижних тварин: комах — 28 видів, птахів — 20, ссавців та інших хребетних — 6 видів.

## Історія

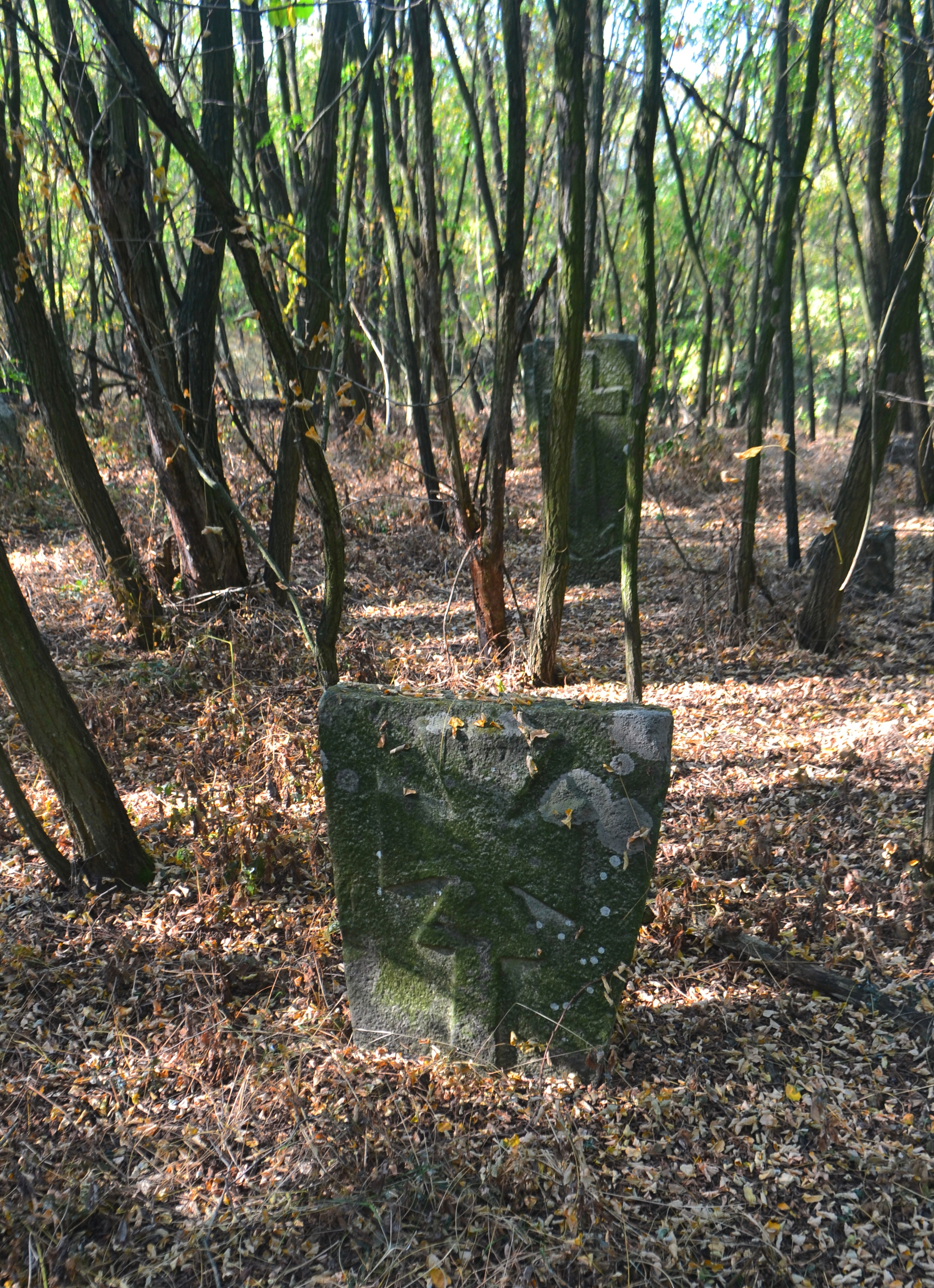
Старе кладовище у Трахтемирові

Наявність зручного для укріплень рельєфу, лісу для будівництва та джерел питної води обумовили розміщення тут людських поселень ще в дуже ранні часи. Так, на тутешніх пагорбах виявлено декілька поселень Трипільської культури (IV тис. д. н. е.), а в часи бронзи (III тис. до н. е.) спостерігається справжній розквіт поселень, коли невеличкі поселення простягнулися від с. Зарубинці (на півострові) до хутора Хмільна (південніше Канева). Землероби цих поселень утримували свої позиції, попри прихід в Причорноморські степи перших войовничих кочівників — кімерійців, а згодом скіфів.
Привабливість цього відрізку Подніпров'я пояснювалась наявністю зручних бродів, якими з легкістю можна було переправлятися через Дніпро. Ці броди функціонували аж до затоплення Канівського водосховища.
В VI—IV ст. до н. е місцеве населення Наддніпрянщини для оборони від войовничих скіфів зводить цілу систему укріплених городищ: Хотівське, Ходосіївське (на південь від Києва), Трахтемирівське та Канівське, а також по кордону із степом — р. Тясмин: Пастирське, Шарапівське, Маніївське, Мотронинське. Окрім того, на самому Трахтемирівському півострові для оборони підступів до броду ще в VII ст. до н. е. влаштовуються високий (7 м) вал та рів (5 м глибиною).
В V—VI ст. н. е. на прирусловій заплавній терасі розміщуються невеличкі поселення землеробів Київської та Пеньковської культур. В VIII-Х ст. землероби Наддніпрянщини для оборони від кочових племен також зводять на півострові укріплені поселення. В цей час розбудовується городище Монастирок на східному мисі Зарубської гори, що контролює брід між Трахтемировим та Переяславом та розташований навпроти острів Варяжий (зараз броди та острів затоплені водосховищем).
Найбільшого розквіту набуло освоєння цих земель за часів Київської Русі, коли від Трахтемирова до Бучака розміщувалося чотири давньоруські міста (ХІІ ст.) і майже в п'ять разів більше сільських поселень.
Після татарської навали відомі поселення, що функціонували тут в XIV-XV ст. Населений пункт з назвою Трахтемирів вперше згадується в 1552 р. в Описі Канівського замку.
1578 р. король Польщі Стефан Баторій передав розташований поряд з с. Трахтемирів монастир запорізьким козакам. Тут розміщувався шпиталь для хворих козаків. В 1638 р. після битви під Кумейками селище Трахтемирів було забрано у козаків і відійшло до польської шляхти. За договором 1652 р. король Ян Казимир повертає його козакам.
В 1686 р. за так званим «Вічним миром» між Московією та Польщею була утворена нейтральна смуга між Трахтемировим та Чигирином, де заборонено було селитися. Наприкінці XVIII ст. тутешні землі остаточно відходять до Російської імперії.
Тутешній землі судилося стати ареною однієї з найзапекліших битв німецько-радянської війни, адже саме тут в жовтні 1943 року радянське командування зробило невдалу спробу, форсувавши Дніпро, розгорнути наступ на Київ (Букринський плацдарм). До початку листопада радянські війська намагалися тут прорвати німецьку оборону. Всі спроби виявилися марними, адже наступати в умовах вкрай пересіченої місцевості було дуже важко. На початку листопада основні сили перекинуто на Лютізький плацдарм на північ від Києва.
У 1970-х внаслідок будівництва Канівського водосховища села Монастирок та Зарубинці були відселені, село Трахтемирів також практично збезлюдніло.
У 2000 р. на території півострову було створено Регіональний ландшафтний парк «Трахтемирів».

## Населені пункти
- Великий Букрин
- Малий Букрин
- Трахтемирів
- Луковиця
- Григорівка

## Галерея

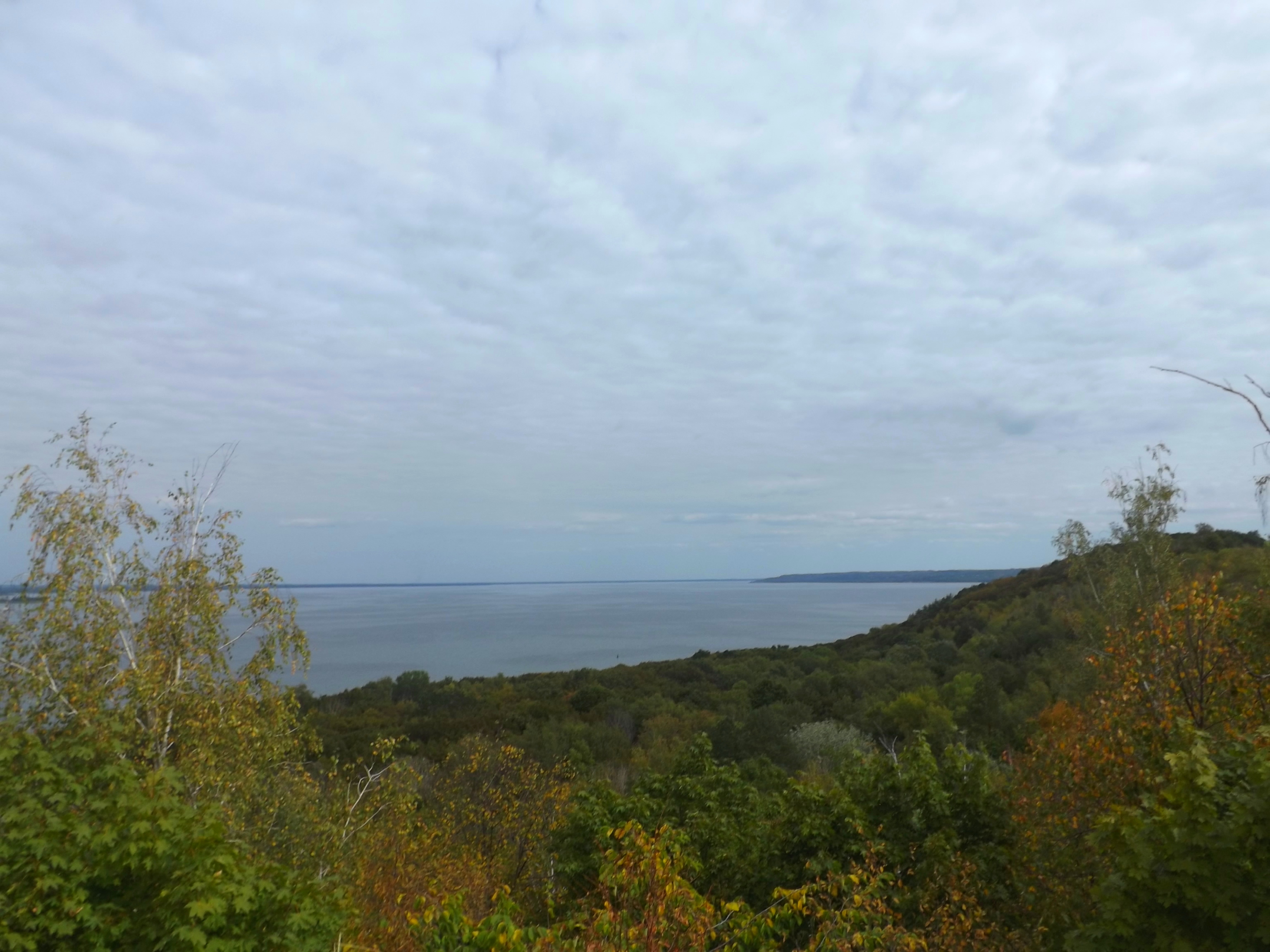
Вид на Дніпро і Трахтемирівський півострів із заходу (біля с.Балико-Щучинка)
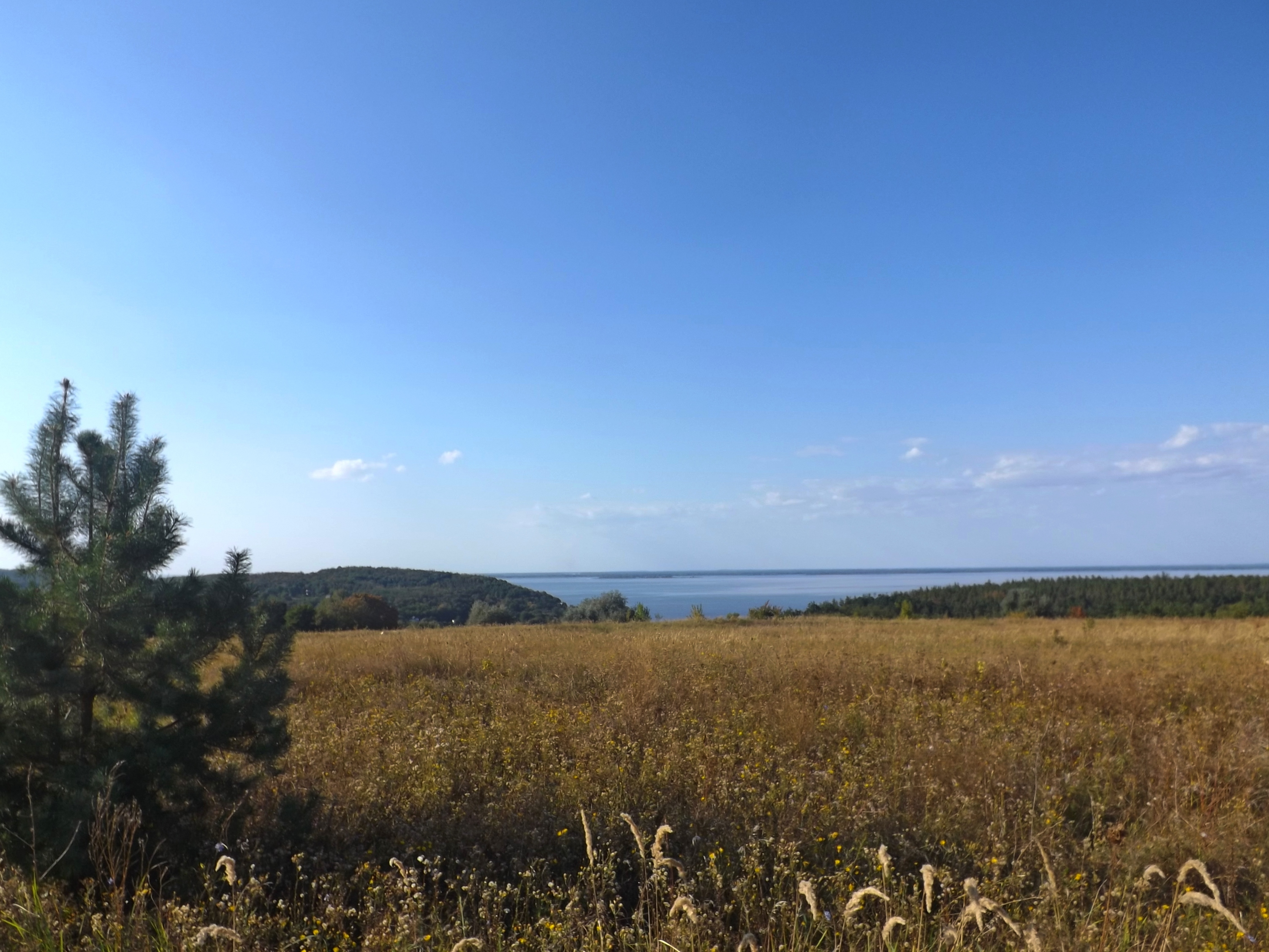
Вид на Дніпро (Канівське водосховище) із пагорба поблизу с.Ходорів
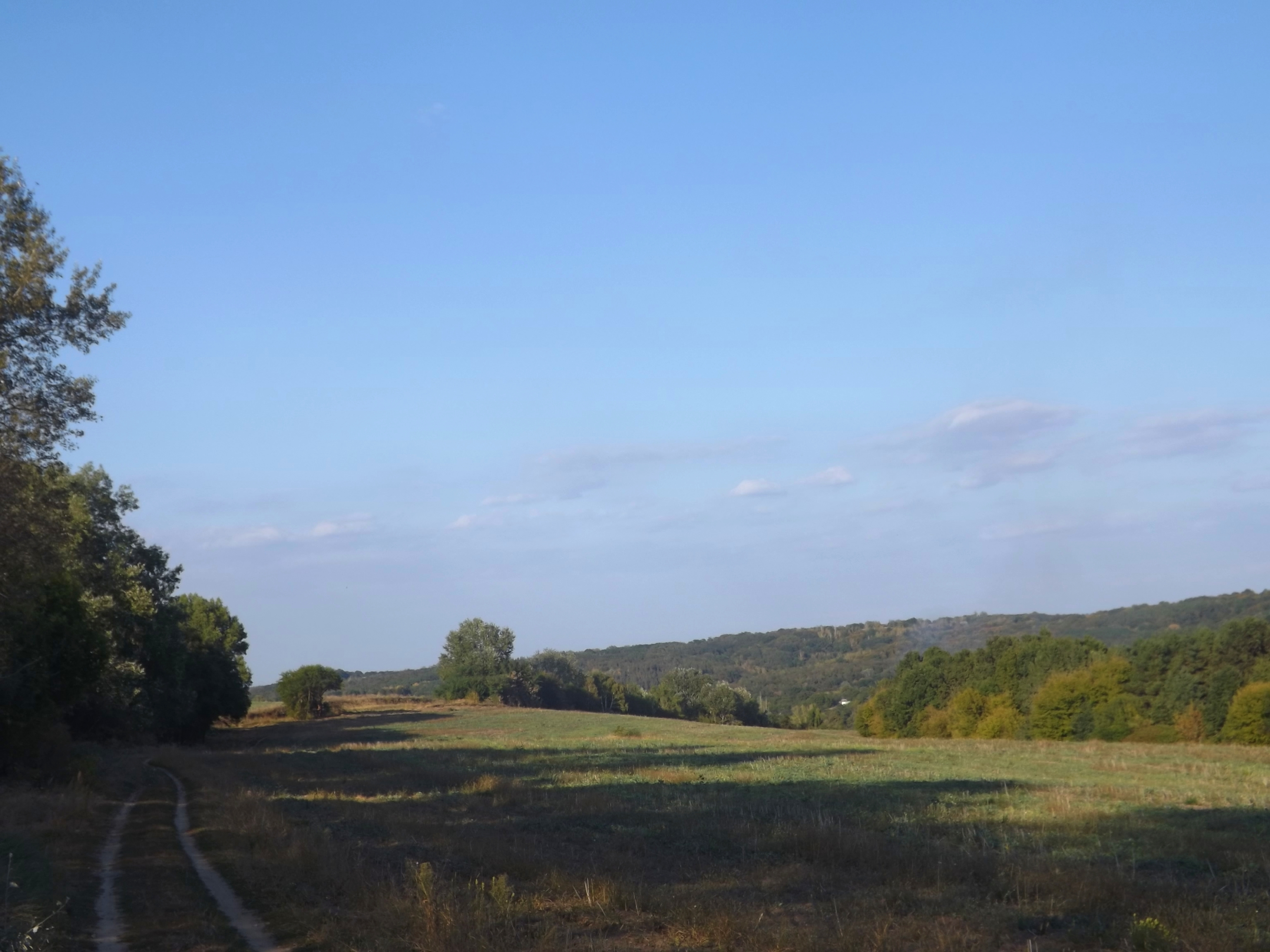
Ландшафт на заході Трахтемирівського півострова (по дорозі із с.Ходорів на с.Великий Букрин)
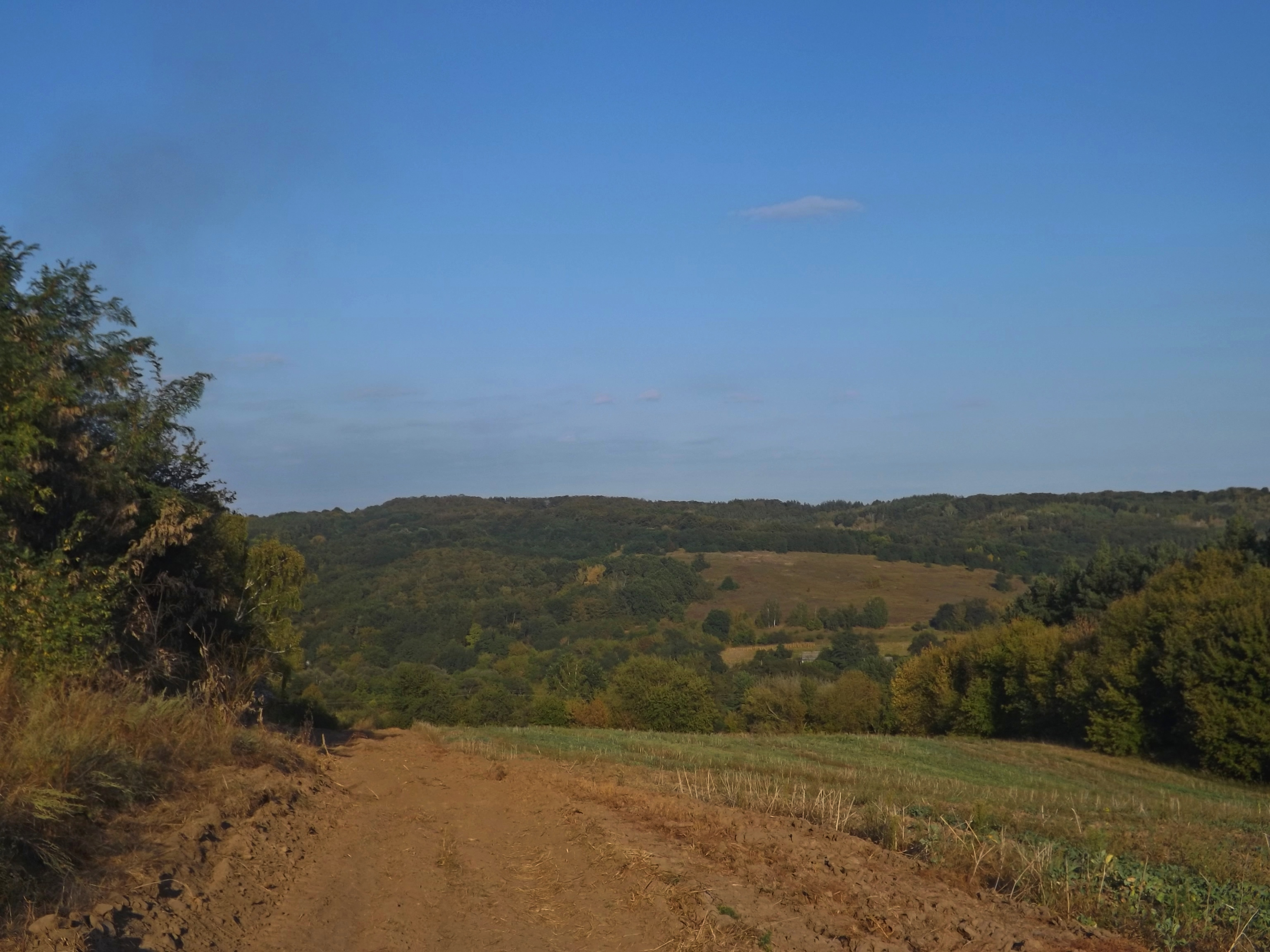
Ландшафт на заході Трахтемирівського півострова
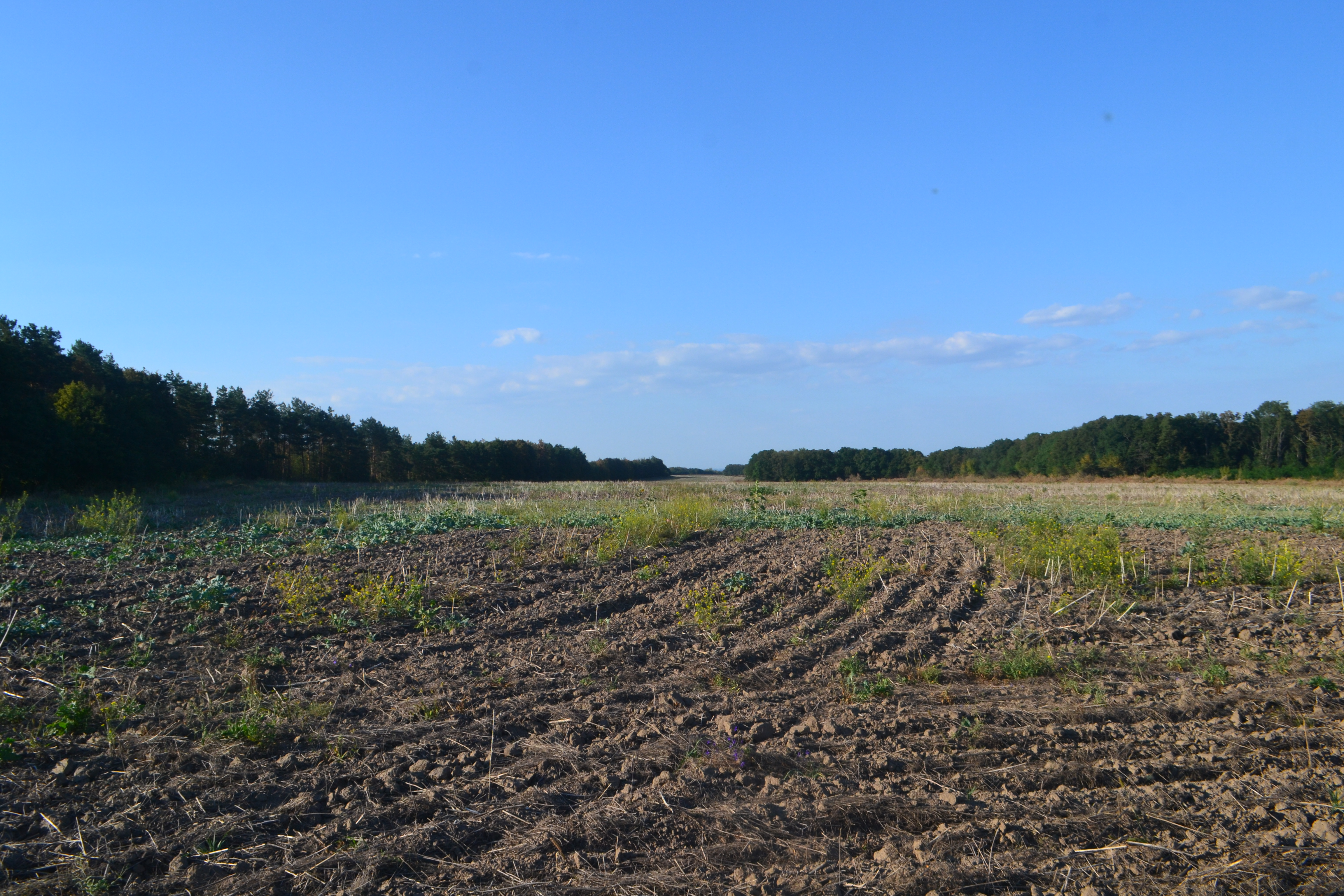
Сільськогосподарські угіддя на Трахтемирівському півострові
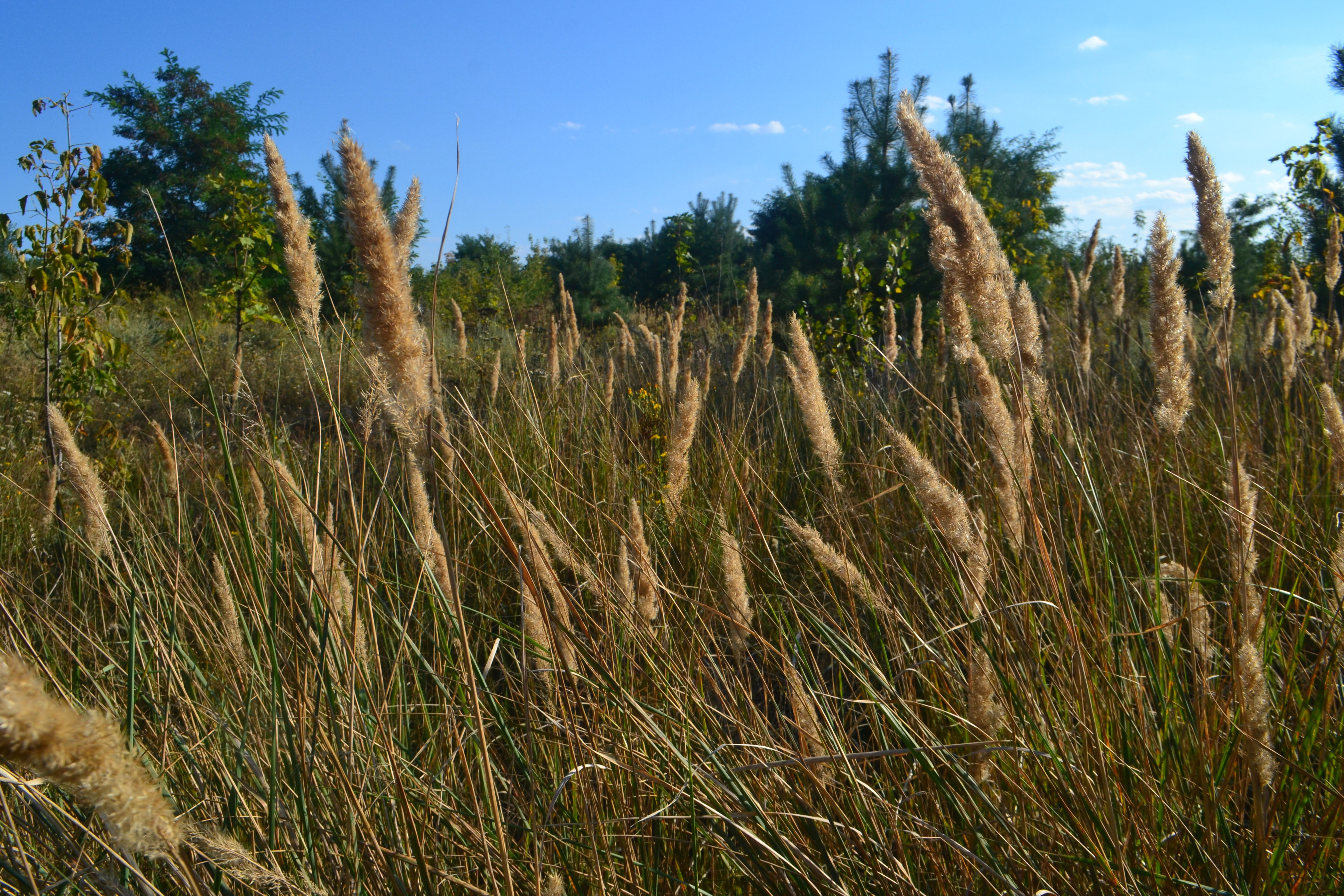
Флора Трахтемирівського півострова
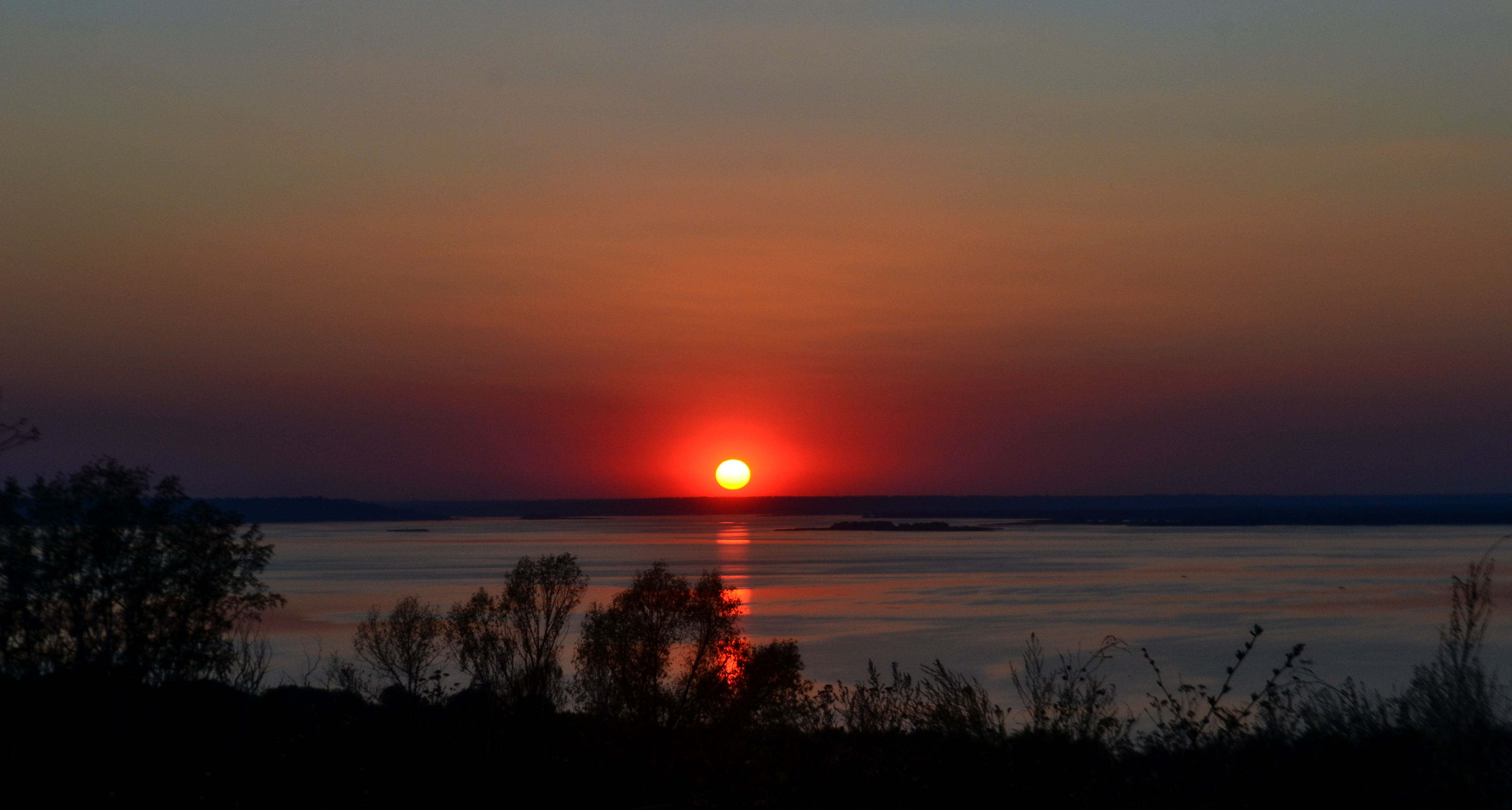
Захід сонця над Канівським водосховищем у с.Трахтемирів
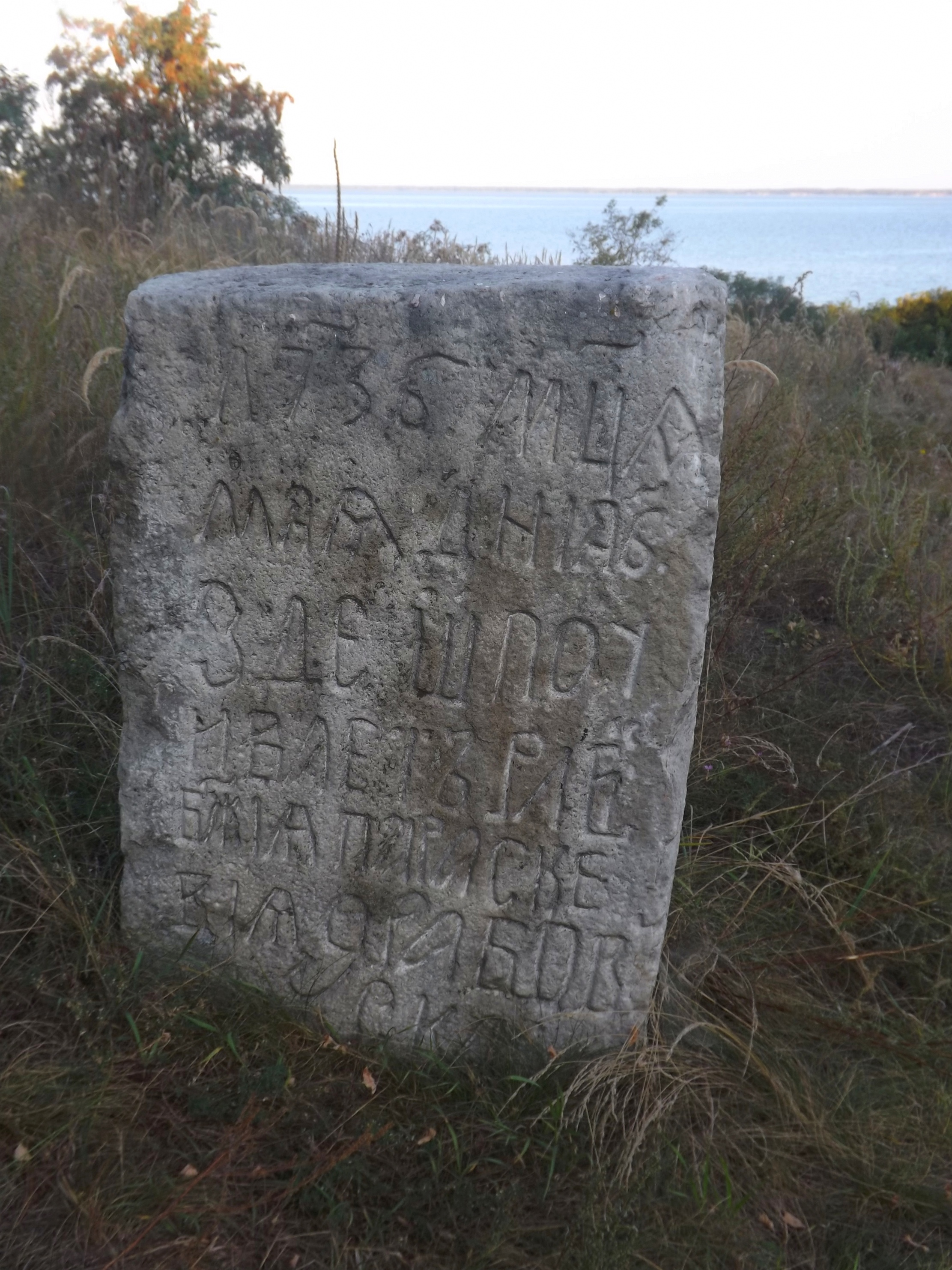
Камінь з написами у с.Трахтемирів
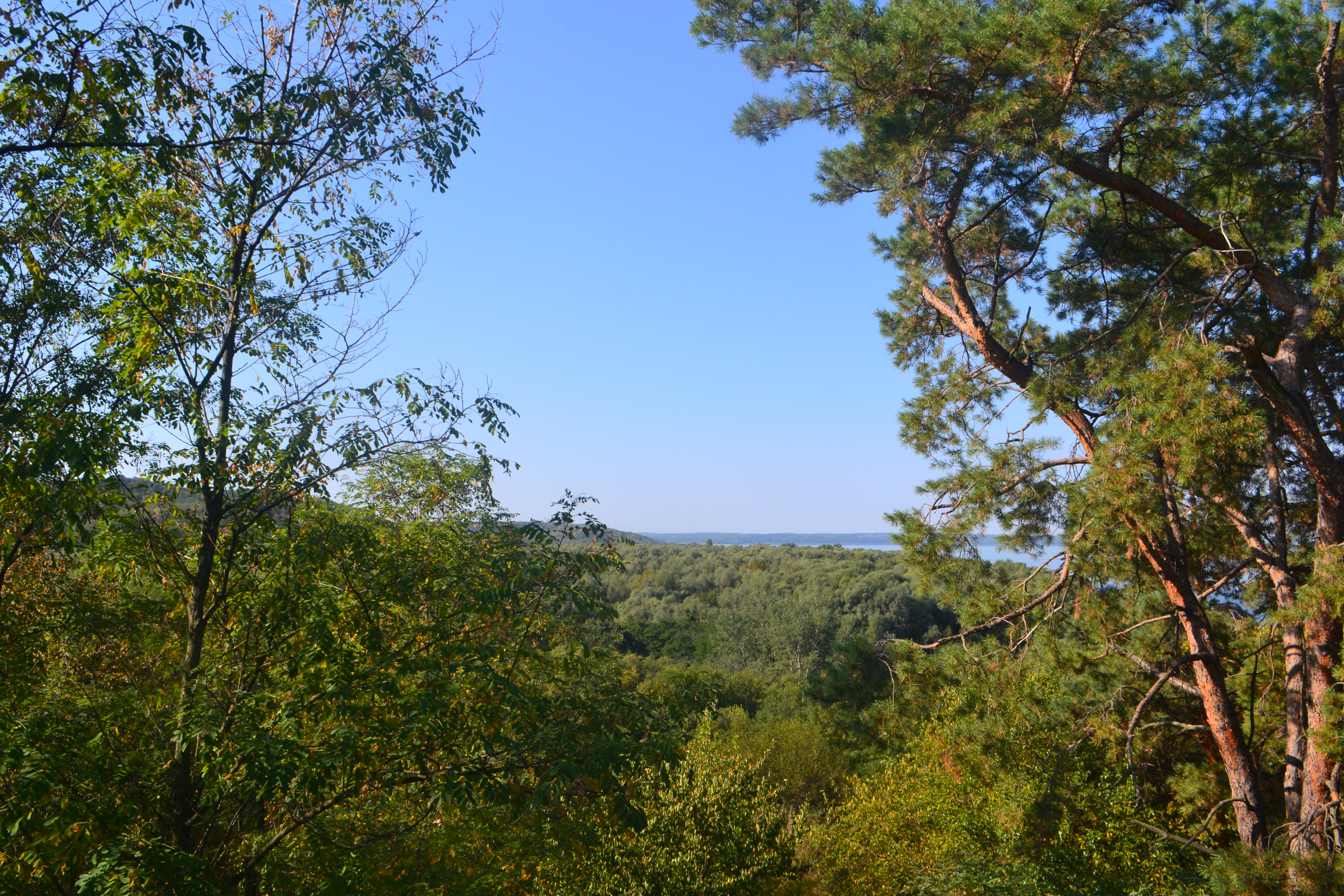
Ландшафт біля с.Трахтемирів
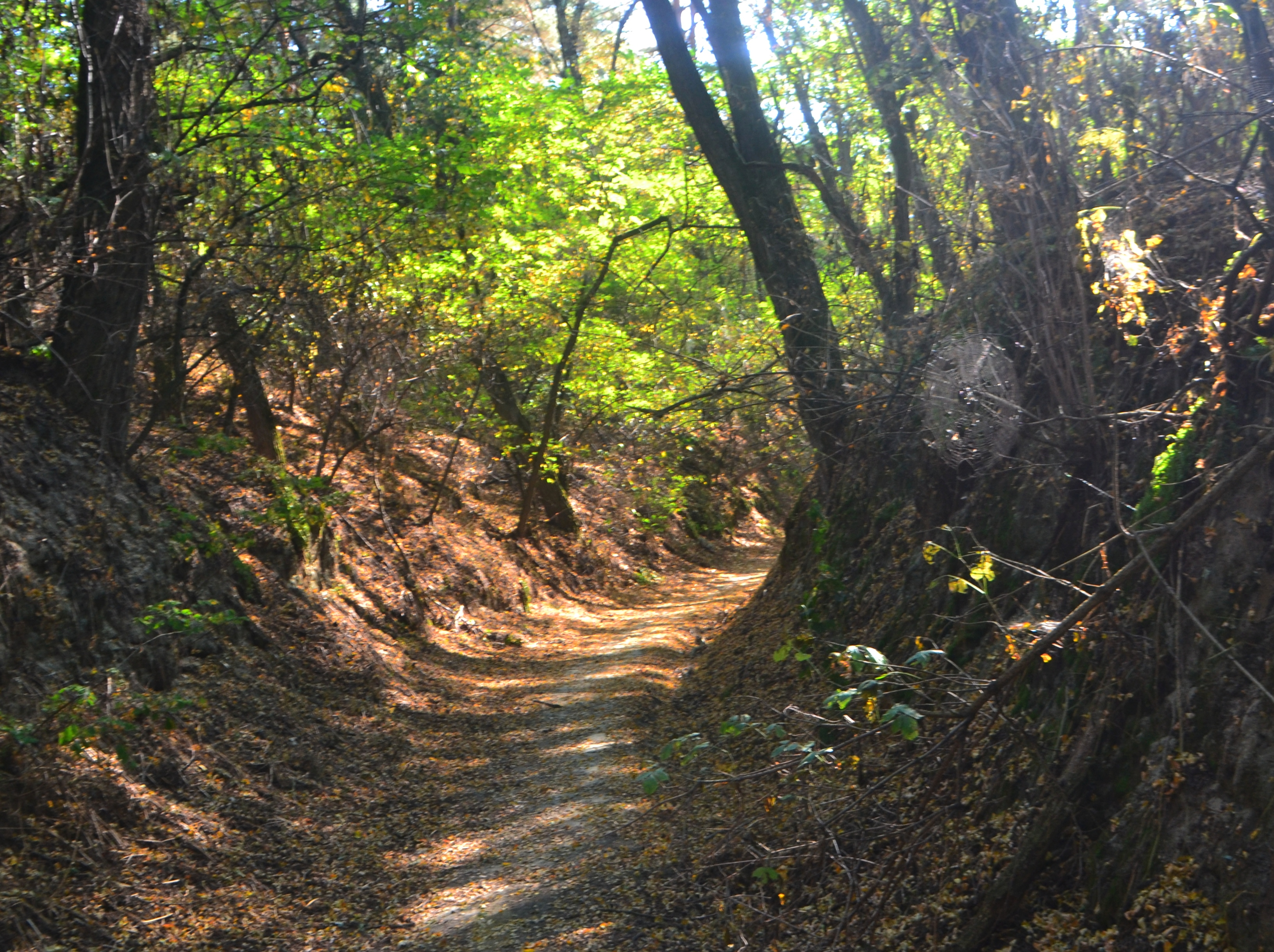
Дорога із с.Трахтемирів до урочища Монастирьок
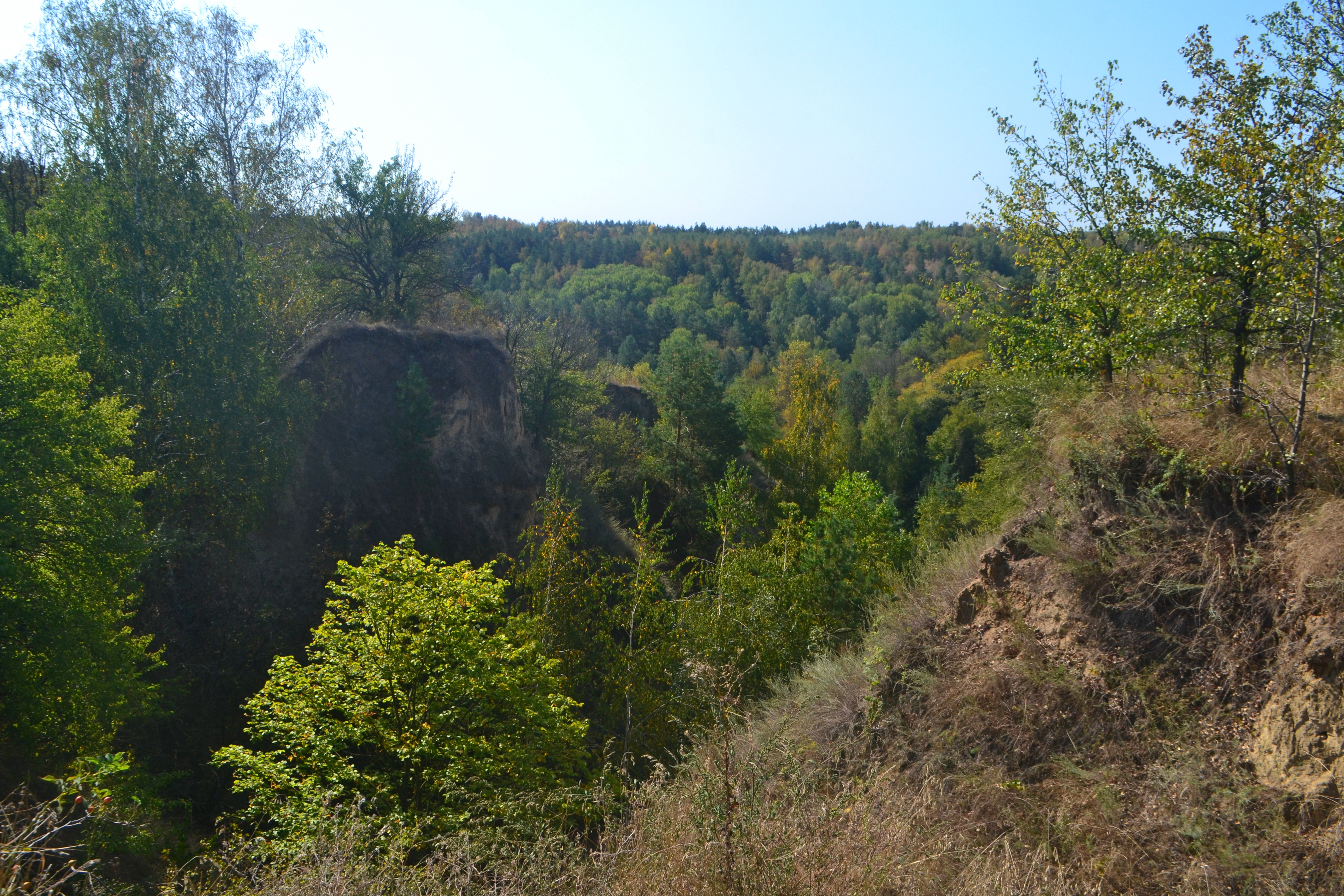
Рельєф Трахтемирівського півострова
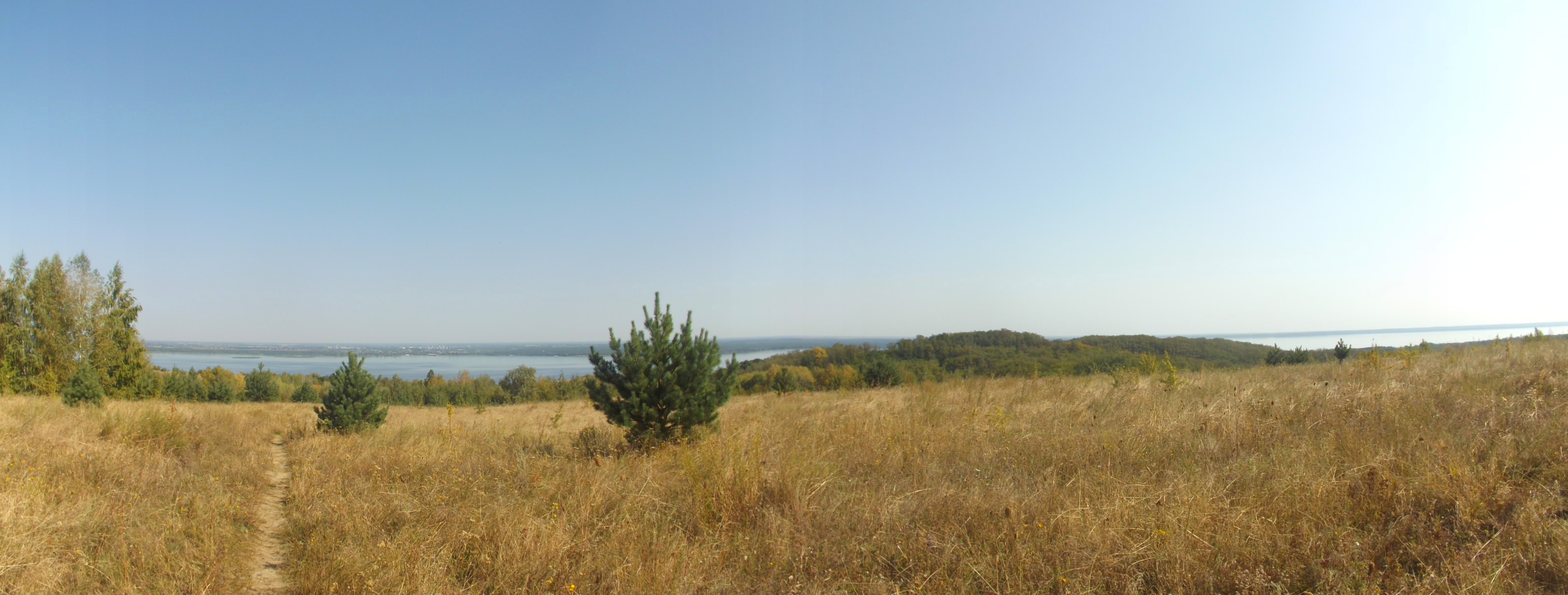
Урочище Монастирьок на Трахтемирівському півострові
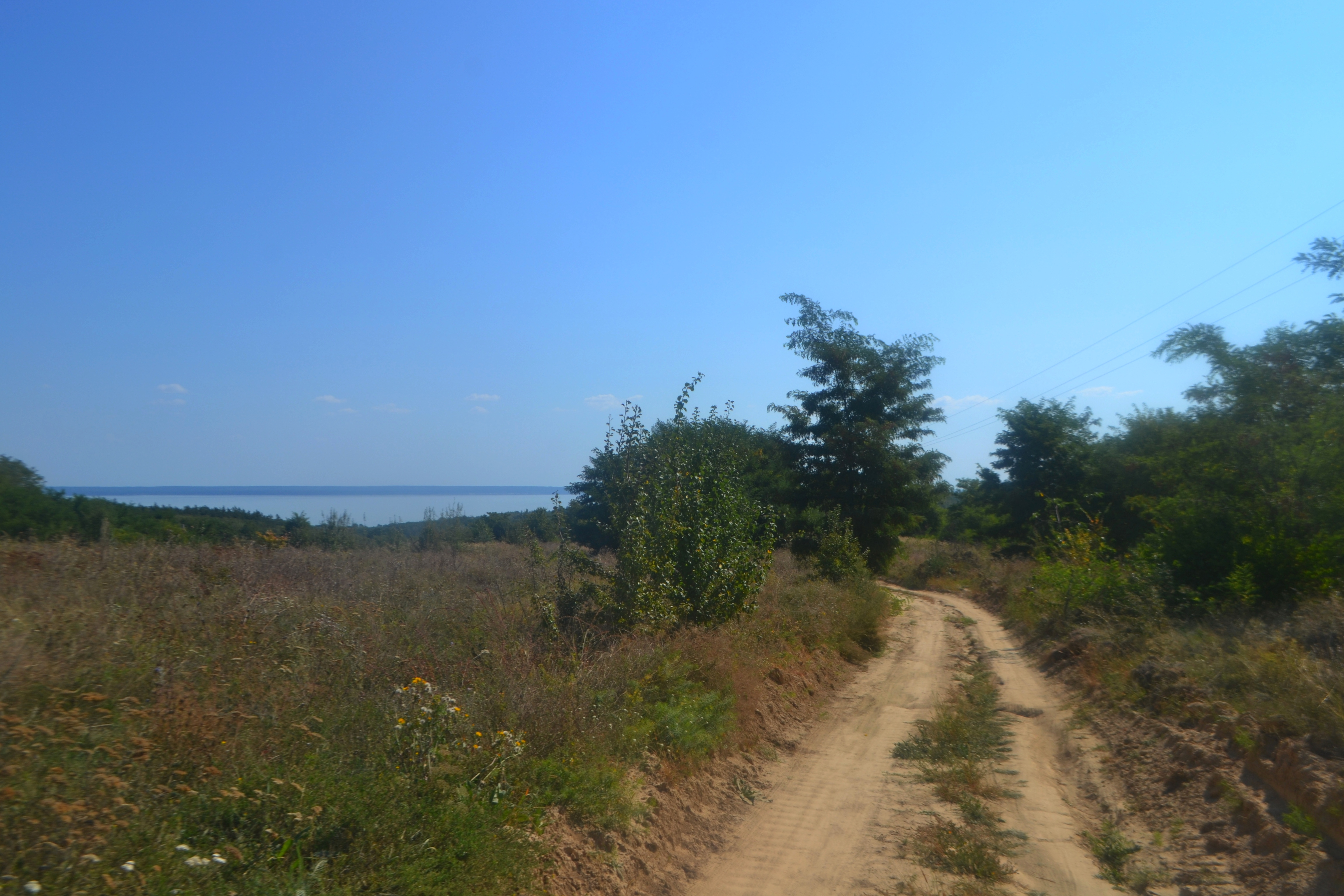
Дорога із урочища Монастирьок на село Луковиця
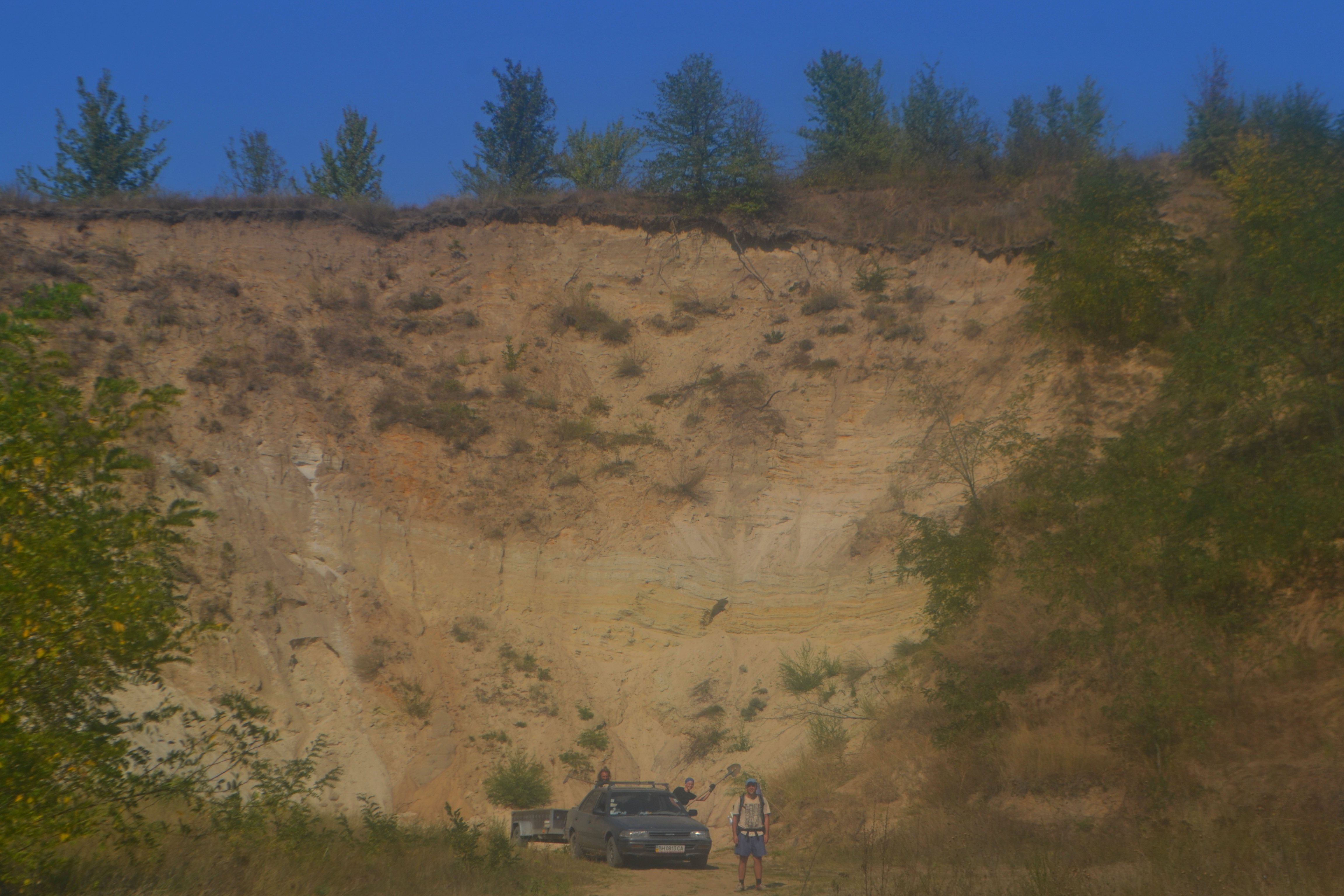
Глинище на околиці с.Григорівка (Канівський район)